# Стадион светлости (Лисабон)
Стадион светлости (порт. Estádio da Luz; Естадио да Луз; званично Estádio do Sport Lisboa e Benfica) је фудбалски стадион у Лисабону, Португалија. Отворен је 2003. на месту старог стадиона. Стадион је домаћи терен ФК Бенфика, а капацитет стадиона је 65.647 седећих места.
Бенфикин навијачи га зову Катедрала (порт. A Catedral). Стари стадион је добио име у част Цркве Госпе од светлости (порт. Igreja de Nossa Senhora da Luz) и људи су га звали a Luz („Светлост“). Ово је стадион највише четврте категорије УЕФА и спада међу 25 стадиона са највећим капацитетом у Европи. Често га користи и фудбалска репрезентација Португалије.

## Историја

### Стари стадион
Стари стадион Бенфике, који је носио исто име, изграђен је 1954. и имао је капацитет за око 130 хиљада са стајаћим местима, док је са седећим местима могао да прими 78.000 гледалаца. Године 2002. почело је фазно рушење стадиона да би се на његовом месту изградио нови. Последња утакмица на старом стадиону одиграна је на делимично срушеном стадиону 22. марта 2003. пред 50 хиљада између Бенфике и Санта Кларе (1:0).

### Стадион светлости
Нови стадион је отворен 25. октобра 2003. пријатељском утакмицом између Бенфике и уругвајског Насионала из Монтевидеа, а која се завршила победом домаћег тима од 2:1. Историјски први гол је постигао Нуно Гомес у 7. минуту, а он је био стрелац и другог гола Бенфике.
Током Европског првенства у фудбалу 2004. стадион је био домаћин три меча такмичења по групама, четвртфинала између Португалије и Енглеске (2:2, 6:5 пен), као и финала између Португалије и Грчке (0:1).
Извршни комитет УЕФА саопштио је 20. марта 2012. да ће Стадион светлости бити домаћин финала Лиге шампиона за сезону 2013/14, које ће бити 24. маја 2014. године.

## УтакмицеЕвропског првенства 2004.
| Датум         | Време | 1. Тим      | Рез.                     | 2. Тим      | Коло         | Гледалаца |
| ------------- | ----- | ----------- | ------------------------ | ----------- | ------------ | --------- |
| 13. јун 2004. | 19:45 | Француска   | 2 : 1                    | Енглеска    | Група Б      | 62.487    |
| 16. јун 2004. | 19:45 | Русија      | 0 : 2                    | Португалија | Група А      | 59.273    |
| 21. јун 2004. | 19:45 | Хрватска    | 2 : 4                    | Енглеска    | Група Б      | 57.047    |
| 24. јун 2004. | 19:45 | Португалија | 2 : 2 (прод) (6 : 5 пен) | Енглеска    | Четвртфинале | 65.000    |
| 4. јул 2004.  | 19:45 | Португалија | 0 : 1                    | Грчка       | Финале       | 62.865    |

## Утакмице репрезентације
Фудбалска репрезентација Португалије је на овом стадиону одиграла следеће утакмице:
| #   | Датум              | Резултат | Противник           | Такмичење                                 |
| --- | ------------------ | -------- | ------------------- | ----------------------------------------- |
| 1.  | 16. јун 2004.      | 2:0      | Русија              | Групе Европског првенства 2004.           |
| 2.  | 24. јун 2004.      | 2:2      | Енглеска            | Четвртфинале Европског првенства 2004.    |
| 3.  | 4. јул 2004.       | 0:1      | Грчка               | Финале Европског првенства 2004.          |
| 4.  | 4. јун 2005.       | 2:0      | Словачка            | Квалификације за Светско првенство 2006.  |
| 5.  | 8. септембар 2007. | 2:2      | Пољска              | Квалификације за Европско првенство 2008. |
| 6.  | 10. октобар 2009.  | 3:0      | Мађарска            | Квалификације за Светско првенство 2010.  |
| 7.  | 14. новембар 2009. | 1:0      | Босна и Херцеговина | Бараж за Светско првенство 2010.          |
| 8.  | 17. новембар 2010. | 4:0      | Шпанија             | Пријатељска                               |
| 9.  | 4. јун 2011.       | 1:0      | Норвешка            | Квалификације за Европско првенство 2012. |
| 10. | 15. новембар 2011. | 6:2      | Босна и Херцеговина | Бараж за Европско првенство 2012.         |
| 11. | 2. јун 2012.       | 1:3      | Турска              | Пријатељска                               |
| 12. | 7. јун 2013.       | 1:0      | Русија              | Квалификације за Светско првенство 2014.  |

## Финале Лиге шампиона 2014.
На овом стадиону је 24. маја 2014. године одиграно финале Лиге шампиона, у ком су се састали Реал Мадрид и Атлетико Мадрид. Регуларни део утакмице је завршен резултатом 1:1, а Реал је победио са 4:1 после продужетака.